# Margherita Durastanti
Margherita Durastanti (Durastante) (Veneto, circa 1685 – forse Londra, dopo il 1734) è stata un soprano italiano.

## Biografia
Le notizie biografiche che possediamo sulla vita di Margherita Durastanti (Durastante) riguardano essenzialmente la sua attività di cantante. 
Debuttò giovanissima nel carnevale 1700 al teatro Sant'Angelo di Venezia, nell'opera L'oracolo in sogno di Antonio Caldara. Nello stesso anno cantò a Mantova ne La forza dell'amicizia (forse di Caldara) e ne Il duello d'amore e di vendetta di Marcantonio Ziani. Nel 1703 cantò nella Statira a Casale.

Dal 1707 fu a Roma al servizio del marchese Francesco Maria Ruspoli. In quell'anno cantò nelle prime assolute della cantata Armida abbandonata, con Pietro Castrucci al violino, e nel 1708 nel ruolo di Maria Maddalena nell'oratorio La resurrezione di Georg Friedrich Händel, eseguito sotto la direzione del violinista Arcangelo Corelli nel Palazzo Bonelli (oggi Valentini) di Roma. Nell'agosto 1709 si esibì dal balcone di Palazzo Bonelli, in una serenata di Antonio Caldara, accompagnata dal violinista e dal violoncellista, promossa dal principe Ruspoli.
Dal 1709 al 1712 fu prima donna al Teatro San Giovanni Grisostomo di Venezia, dove si esibì in diverse opere, tra le quali la prima assoluta di Agrippina di Händel (1709) e altre di Antonio Lotti e Carlo Francesco Pollarolo. Tra il 1710 e il 1711, fu attiva anche presso i teatri di Bologna e Reggio Emilia. Successivamente cantò in varie città italiane: Milano (1713), Parma (1714), Firenze (1715) e infine Napoli (1715-16). Nella città partenopea ebbe occasione di cantare in alcune opere di Alessandro Scarlatti, fra cui Carlo re d'Alemagna e La virtù trionfante. Nel 1719 si recò a Dresda (su invito di Francesco Maria Veracini), dove cantò nella prima assoluta di Teofane di Lotti con Vittoria Tesi, Francesco Bernardi e Giuseppe Maria Boschi per le nozze di Augusto III di Polonia con Maria Giuseppa d'Austria. Händel, che ebbe occasione di ascoltarla nuovamente in questa sua ultima interpretazione, la ingaggiò per la Royal Academy di Londra. 
In questa città debuttò nella prima assoluta di Numitore di Giovanni Porta diretta da Händel al King's Theatre a Haymarket nel 1720, e ebbe parte nel successo della prima assoluta di Radamisto di Händel diretta dal compositore alla presenza del re Giorgio I di Gran Bretagna e del Principe di Galles, e l'anno successivo nel Narciso di Domenico Scarlatti, esibendosi anche nelle cantate La gloria di primavera di Alessandro Scarlatti e Crudel tiranno amor di Händel.
Unitasi in matrimonio con il conte Casimiro Avelloni, nel 1721, dopo aver messo al mondo una figlia, cantò nell'Astarto di Giovanni Bononcini e nell'Arsace di Händel. Dopo aver prestato servizio per alcuni mesi a Monaco, tornò a Londra dove cantò in varie opere del compositore sassone, come Floridante con Gaetano Berenstadt nel 1722, nelle prime assolute di Ottone con Francesca Cuzzoni nel 1723, di Flavio e Giulio Cesare nel 1724, Sosarme, Il pastor fido e Arianna. Negli anni trenta la sua attività di cantante subì un inesorabile declino (nel 1733 è ancora Gismonda in Ottone a Londra) fino a scomparire completamente nel 1734 quando ancora cantò nelle prime assolute di Arbace di Haendel e Leonardo Vinci, di Arianna in Creta di Haendel con Anna Maria Strada e Giovanni Carestini, e nelle riprese di Sosarme, re di Media e de Il pastor fido di Haendel a Londra. 

Dopo il 1734 non si hanno più notizie su di lei e si presume sia morta a Londra.
Oltre ad esibirsi nel registro di soprano, in varie occasioni cantò anche come mezzosoprano e contralto. Anche se Charles Burney la descrisse come "persona rozza e mascolina", Durastanti fu un'eccellente cantante d'opera, particolarmente apprezzata da Haendel e dai maggiori operisti del suo tempo.